# Långtjärnen (Los socken, Hälsingland, 683052-145127)
Långtjärnen är en sjö i Ljusdals kommun i Hälsingland och ingår i Dalälvens huvudavrinningsområde.